# Mamerthes croceilinea
Mamerthes croceilinea är en fjärilsart som beskrevs av William Schaus 1916. Mamerthes croceilinea ingår i släktet Mamerthes och familjen nattflyn. Inga underarter finns listade i Catalogue of Life.